# Raymond Flood
Pour les articles homonymes, voir Flood.
Raymond Gerard Flood est un mathématicien et historien des mathématiques britannique, membre émérite et membre du département de l'éducation permanente au Kellogg College, à Oxford, et il a été professeur de géométrie au Gresham College.

## Formation
Flood a obtenu un bachelor ès sciences à l'université Queen's de Belfast et une maîtrise au Linacre College, à Oxford. Il a obtenu son doctorat de l'University College Dublin avec une thèse intitulée « Some Aspects of Random Field Specifications » sous la direction de Wayne G. Sullivan. Flood a obtenu son doctorat par le biais d'études à temps partiel, car il avait déjà fondé une famille et exercé un emploi. 

## Carrière
En 1990, Flood a été nommé membre fondateur du Kellogg College d'Oxford, officiellement Rewley House (en). Le Kellogg College a été créé pour s'occuper des étudiants adultes et à temps partiel. Flood enseigne principalement aux étudiants qui sont soit adultes, soit qui étudient à temps partiel. Il a occupé de nombreux postes au College et à l'université d'Oxford, dont celui de conservateur des bibliothèques universitaires et de professeur d'université à l'université d'Oxford. 
Flood a consacré une grande partie de sa carrière universitaire à promouvoir les mathématiques et l'informatique auprès d'un public adulte. Il a été président de la Société britannique d'histoire des mathématiques de 2006 à 2009  et également chercheur associé à la School of Theoretical Physics du Dublin Institute for Advanced Studies . Sur Gresham College, Flood a déclaré: "Gresham College est issu d'une longue tradition d'éducation libérale pour adultes. Permettre à des personnes d'horizons divers ... d'avoir accès à la réflexion actuelle sur les principaux problèmes du moment. L'éthique du Gresham College est très similaire à ma propre éthique " . 
En août 2012, Flood a été nommé professeur de géométrie Gresham au Gresham College pour une période de trois ans, en remplacement de John D. Barrow. Pendant son mandat au College, il a donné une série de conférences publiques gratuites sur Shaping Modern Mathematics, Applying Modern Mathematics et Great Mathematicians, Great Mathematics. 

## Autres travaux de recherche et publications
Outre son travail académique, Flood est actif dans la communication des mathématiques et de son histoire à des publics non spécialisés. Il est apparu dans l'émission radio In Our Time sur BBC Radio 4 et a donné des conférences sur les voyages transatlantiques avec Queen Mary 2.  
Flood a produit et coproduit de nombreuses publications et livres sur les mathématiques. Certains des livres les plus récents avec lesquels il a été impliqué sont James Clerk Maxwell: Perspectives on his Life and Work (Oxford University Press, 2014), The Great Mathematicians (Arcturus, 2011), qui célèbre les réalisations des grands mathématiciens dans leur contexte historique et Mathematics in Victorian Britain (Oxford University Press, 2011), qui rassemble en une seule source, des recherches sur l'histoire des mathématiciens de la Grande-Bretagne victorienne qui seraient autrement hors de portée du grand public. 
- Raymond Flood (dir.), Adrian Rice (dir.) et Robin Wilson (dir.), Mathematics in Victorian Britain, OUP, 2011, 466 p. (ISBN 978-0-19-960139-4, présentation en ligne)
- John Fauvel, Raymond Flood, Robin Wilson Oxford Figures: 800 Years of the Mathematical Sciences. (Oxford University Press - 2000)  (ISBN 0198523092) lire en ligne.
- John Fauvel, Raymond Flood, Robin Wilson : Music and Mathematics: From Pythagoras to Fractals (Oxford University, 2003)  (ISBN 0-19-929893-9).
- (en) Raymond Flood, Kelvin : Life, Labours and Legacy, Oxford University Press, 2008.
- The Great Mathematicians (Arcturus, 2011)
- James Clerk Maxwell: Perspectives on his Life and Work (Oxford University Press, 2014).
- (en) Martin Campbell-Kelly (dir.), Mary Croarken (dir.), Raymond Flood (dir.) et Eleanor Robson (dir.), The History of Mathematical Tables : From Sumer to Spreadsheets, Oxford University Press, 2003, 361 p. (ISBN 978-0-19-850841-0, DOI 10.1093/ACPROF:OSO/9780198508410.001.0001, présentation en ligne).
- The Nature of time, éd. par Raymond Flood et Michael Lockwood, 1986.
- Let Newton be!, éd. par John Fauvel, Raymond Flood, Michael Shortland et Robin Wilson, Oxford University Press , 1989.
- Möbius and his band : mathematics and astronomy in nineteenth-century Germany, éd. par John Fauvel, Raymond Flood et Robin Wilson, Oxford University Press, 1993.